# Spelling van aardrijkskundige namen in het Nederlands
De spelling van aardrijkskundige namen in het Nederlands is niet altijd eenvoudig. Spellingshervormingen zijn in Vlaanderen en Nederland, maar ook in Wallonië, Frankrijk en Duitsland, niet op dezelfde manier toegepast op toponiemen. In Nederland heeft men gewoonlijk de oude schrijfwijzen behouden, terwijl in België nieuwe schrijfwijzen werden aangenomen. Toen onder andere de schrijfwijze van het woord "mensch" veranderde in "mens" (België in 1946, Nederland in 1947), werd de nieuwe spelling in België wel doorgevoerd bij plaatsnamen, maar in Nederland werd dit tot nader order uitgesteld. Vandaar dat het nog altijd 's-Hertogenbosch is met -sch en dat men daar Bossche bollen kan eten.
Ook het schrijven van plaatsnamen buiten het Nederlandse taalgebied kan problemen opleveren. Er bestaat namelijk geen regel omtrent het gebruik van Nederlandse namen (exoniemen) en de plaatselijke benamingen (endoniemen). Zo schrijft men in de vijftigste staat van de Verenigde Staten zelf Hawaii, en de sprekers van de oorspronkelijke taal aldaar schrijven liefst Hawai‘i om de glottisslag duidelijk te maken. De Taalunie geeft twee mogelijke vormen: Hawaï en Hawaii. Bij sommige buitenlandse plaatsnamen verkiezen Nederlanders eerder de naam uit een lokale taal en neigen Vlamingen meer naar de Nederlandse naam. Een voorbeeld daarvan is de Noord-Franse stad die Vlamingen doorgaans "Rijsel" noemen en Nederlanders meest "Lille".
De Nederlandse overheden stellen zich enerzijds op het standpunt dat officiële buitenlandse namen normgevend dienen te zijn om misverstanden te voorkomen, anderzijds blijven ingeburgerde namen van vooral grote steden in het buitenland gehandhaafd. Voorbeelden hiervan: Luik, Aken, Keulen, Berlijn, Parijs, Milaan, Londen, Straatsburg, Kopenhagen, Wenen, Boedapest, Praag, Belgrado. Toponiemen die na 1945 werden veranderd omdat plaatsen door territoriale annexaties in een ander land kwamen te liggen, werden in het Nederlands aangepast, hoewel zij soms maar niet consequent in een historische context wel in de oude vorm voorkomen: Danzig naast Gdańsk.
Lastige gevallen zijn plaatsnamen waarvan de schrijfwijze niet meer geheel overeenkomt met de uitspraak. Toronto wordt bijvoorbeeld "Tronno" genoemd en Connecticut "Cennèdicut". Ook in Nederland zijn hier veel voorbeelden van te vinden. Men zegt "Woerkum", "Gorkum" en "Sjaarloos", maar men schrijft Woudrichem, Gorinchem en Charlois. In familienamen zijn de oorspronkelijke uitspraakvormen vaak aangehouden en soms is de officiële plaatsnaam dan moeilijk te herkennen. Opmerkelijk is dat voor deze plaatsen sprekers van Standaardnederlands en soms de plaatselijke politici en bestuurders, vaak teruggrijpen op de geschreven vorm. Waarschijnlijk uit huiver om dialect te spreken, soms omdat men niet anders weet. Soms werden in de Standaard-Nederlandse vorm hypercorrecties doorgevoerd. Van dat laatste is 'Ammerzoden' een voorbeeld. Oorspronkelijk was deze naam Ammersooien, waarin het elders ook voorkomende woorddeel ooi/ooien verwees naar graslanden in de uiterwaarden. Om de negatieve associatie met 'zooi' te vermijden, vond de bureaucratie het gepaster er 'zoden' van te maken, waarmee de oorspronkelijke betekenis verloren ging.

## Nederland
De tabel toont enige Nederlandse plaatsnamen en de bijbehorende nieuwe spelling, die niet werd doorgevoerd. In de jaren 70 werd een Bosatlas uitgegeven waarin alle plaatsnamen op de moderne wijze geschreven waren.
| Huidige schrijfwijze                                             | Alternatieve schrijfwijze                     |
| ---------------------------------------------------------------- | --------------------------------------------- |
| Acquoy                                                           | Akkooi                                        |
| Aerdenhout                                                       | Aardenhout                                    |
| Alphen                                                           | Alfen                                         |
| Amersfoort                                                       | Amersvoord                                    |
| Arnhem                                                           | Arnem (zoals in Dalem, Haarlem)               |
| Axel                                                             | Aksel                                         |
| Axwijk                                                           | Akswijk                                       |
| Bergeijk                                                         | Bergeik                                       |
| Berlicum (Noord-Brabant)                                         | Berlikum (zoals in Friesland; Fries Berltsum) |
| Binckhorst                                                       | Binkhorst                                     |
| Blaricum                                                         | Blarikum                                      |
| Boesingheliede                                                   | Boezingeliede                                 |
| Cadier en Keer                                                   | Kadier en Keer                                |
| Cadzand                                                          | Kadzand                                       |
| Callantsoog                                                      | Kallantsoog                                   |
| Capelle aan den IJssel                                           | Kapelle aan de IJssel                         |
| Castelré                                                         | Kastelree                                     |
| Castricum                                                        | Kastrikum                                     |
| Chaam                                                            | Kaam                                          |
| Clinge                                                           | Klinge                                        |
| Coevorden                                                        | Koevorden                                     |
| Cranendonck                                                      | Kranendonk                                    |
| Cromstrijen                                                      | Kromstrijen                                   |
| Cuijk                                                            | Kuik                                          |
| De Cocksdorp                                                     | De Koksdorp                                   |
| Dinxperlo                                                        | Dingsperlo                                    |
| Duyncroft                                                        | Duinkroft                                     |
| Eijsden                                                          | Eisden                                        |
| Enschede                                                         | Enschedee (vanouds ook Enschedé)              |
| Escamp                                                           | Eskamp                                        |
| Goedereede                                                       | Goederede                                     |
| Goidschalxoord                                                   | Goodschalksoord                               |
| Goirle                                                           | Goorle                                        |
| Hardinxveld                                                      | Hardinksveld                                  |
| Heerenveen                                                       | Herenveen                                     |
| Helvoirt                                                         | Helvoort                                      |
| Hilversum                                                        | Hilvertsem                                    |
| Cromvoirt                                                        | Kromvoort                                     |
| 's-Hertogenbosch, Den Bosch, vroeger ook geschreven als 's-Bosch | 's-Hertogenbos, Den Bos                       |
| Hoogerheide                                                      | Hogerheide                                    |
| Huissen                                                          | Husen                                         |
| Kockengen                                                        | Kokkengen                                     |
| Leidschendam                                                     | Leidsedam                                     |
| Leidschenveen                                                    | Leidseveen                                    |
| Luyksgestel                                                      | Luiksgestel                                   |
| Mheer                                                            | Meer                                          |
| Monnickendam                                                     | Monnikendam                                   |
| Nibbixwoud                                                       | Nibbikswoud                                   |
| Nieuwstadt                                                       | Nieuwstad                                     |
| Nuenen                                                           | Nunen                                         |
| Oirschot                                                         | Oorschot                                      |
| Oisterwijk                                                       | Oosterwijk                                    |
| Oost-Souburg                                                     | Oost-Soeburg                                  |
| Oss                                                              | Os                                            |
| Oudenbosch                                                       | Oudebos                                       |
| Pijnacker                                                        | Pijnakker                                     |
| Rhoon                                                            | Roon                                          |
| Roosendaal (Noord-Brabant)                                       | Rozendaal (zoals in Gelderland)               |
| Rucphen                                                          | Rukven                                        |
| Texel                                                            | Tessel (ingevoerd in de Franse tijd)          |
| Teylingen                                                        | Teilingen                                     |
| Veenendaal                                                       | Venendaal                                     |
| Veere                                                            | Vere                                          |
| Velsen                                                           | Velzen                                        |
| Venray                                                           | Venraai                                       |
| Waddinxveen                                                      | Waddinksveen                                  |
| Weijland                                                         | Weiland                                       |
| Weijpoort                                                        | Weipoort                                      |
| Wijchen                                                          | Wiechen                                       |
| Wijlre                                                           | Wielree                                       |
| Yerseke                                                          | Ierseke                                       |
| Ypenburg                                                         | Iepenburg                                     |
| Zandvoort                                                        | Zandvoord                                     |
| Zutphen                                                          | Zudven                                        |

### Friesland
In de Nederlandse provincie Friesland hebben de meeste plaatsen een Friese en een Nederlandse naam. In geval van twee namen is een van beide de officiële. Soms is de Friese naam in plaats van de Nederlandse gekomen en dan is die eerste uiteraard ook de officiële. De Friese versie is vaak gebaseerd op de modern-Friese uitspraak en schrijfwijze; de Nederlandse op een oudere Friese vorm die Nederlands wordt genoemd maar dat taalkundig-historisch vaak niet is. Een voorbeeld is 'Reduzum' uit het oudere Roordahuizum. Soms zijn hybride vormen als het oude Tietjerk, dat in correcter Nederlands Tietkerk had kunnen zijn, 'verfriest' in taalkundig correct Tytsjerk. In het geval van een officiële Friese naam wordt soms nog steeds de Nederlandse versie gebruikt. Een voorbeeld is de officiële aanduiding Fryslân, die in Nederlandstalige teksten vaak niet gevolgd wordt, althans niet voor zover deze teksten buiten het gezag van de provincie Friesland worden uitgegeven. In andere gevallen geeft men de voorkeur weer aan de officiële (Friese) naam, al is hierin niet altijd consistentie aanwezig. 

## België

### Vlaanderen
In Vlaanderen werden deze spellingshervormingen wel doorgezet in de plaatsnamen:
| Voormalige schrijfwijze | Huidige schrijfwijze |
| ----------------------- | -------------------- |
| Anseghem                | Anzegem              |
| Asch                    | As                   |
| Audenaerde              | Oudenaarde           |
| Beverloo                | Beverlo              |
| Calmpthout              | Kalmthout            |
| Capellen of Cappellen   | Kapellen             |
| Den Haan                | De Haan              |
| Eeckeren                | Ekeren               |
| Esschen                 | Essen                |
| Hemixem                 | Hemiksem             |
| Kapelle-op-den-Bosch    | Kapelle-op-den-Bos   |
| Merxem                  | Merksem              |
| Sempst                  | Zemst                |
| Wuestwezel              | Wuustwezel           |
| Yperen                  | Ieper                |
| Varssenaere             | Varsenare            |

De meest recente spellingshervorming heeft echter geen gevolg; "Westmalle", "Oostmalle", "Westvleteren" en "Oostvleteren" blijven de officiële schrijfwijzen.
De Franse schrijfwijze houdt vast aan de oudere (Nederlandse) schrijfvormen en voor namen van kastelen en domeinen wordt vaak die oude schrijfwijze gebruikt omdat ze deftiger zou staan:
- Domein Planckendael
- Kasteel Ooidonck
- Kasteel van Brasschaet
- Waerbeke voor het stiltecentrum in Waarbeke

Ook overigens blijven in het Frans de oude Nederlandse (Vlaamse) en uiteraard ook direct Franse dan wel verfranste schrijfwijzen in gebruik. Omdat zij tot in de jaren dertig van de twintigste eeuw ook de officiële naam waren, zijn deze in een historische context ook nog steeds in bijvoorbeeld het Engels aanwezig, bijvoorbeeld bij de aanduiding van plaatsen langs de frontlijnen van de Eerste Wereldoorlog:
- Ypres voor Ieper
- Furnes voor Veurne
- Dixmude voor Diksmuide
- Passchendaele voor Passendale
- Messines voor Mesen

In het Nederlands gaat de voorkeur uit naar de hedendaagse en officiële Nederlandstalige namen. Dit geldt zeker voor Vlaamse steden en dorpen met een Nederlandse en een Franse naam:
| Nederlandse naam | Franse naam |
| ---------------- | ----------- |
| Antwerpen        | Anvers      |
| Aalst            | Alost       |
| Leuven           | Louvain     |
| Mechelen         | Malines     |
| Oostende         | Ostende     |
| Oudenaarde       | Audenarde   |

De oude schrijfwijzen blijven ook voortbestaan in familienamen. Indien iemand zijn naam wil wijzigen, wordt de huidige schrijfwijze aangeraden:
| Oude schrijfwijze | Alternatief   |
| ----------------- | ------------- |
| Dirckx            | Dirks         |
| Coeckelberghs     | Koekelbergs   |
| Van Ruysbroeck    | Van Ruisbroek |

De oude schrijfwijzen blijven ook voortbestaan in de volgende namen voor hondenrassen: Tervuerense herder, Groenendaeler, Laekense herder, hoewel een aangepaste spelling ook gehanteerd wordt.

### Wallonië

#### Algemeen
Van oudsher werd in een deel van het tegenwoordige gewest Wallonië ook Nederlands gesproken. Door het verschuiven van de taalgrens door de eeuwen heen – tegengestelde bewegingen hebben zich hierbij overigens voorgedaan – en de contacten tussen de Waalse steden en dorpen en Vlaanderen hebben veel plaatsen in Wallonië zowel een Franse als een Nederlandse naam. In sommige gevallen is de Nederlandse naam de oorspronkelijke naam en is de Franse daarvan afgeleid of gaan beide naamvarianten terug op een oudere naam van Keltische of Gallo-Romeinse oorsprong.
Sinds 1996 publiceert de Nederlandse Taalunie een lijst van Nederlandse namen voor plaatsen in Wallonië. De Taalunie heeft te kennen gegeven dat deze lijst zeker niet uitputtend is en dat er nog voor vele andere plaatsen in Wallonië Nederlandse namen bestaan die echter (nog) niet staan vermeld op de lijst van de Taalunie.
Tegenwoordig gebruiken de Nederlandse media ook steeds meer de Nederlandse namen, zoals bleek na de gasexplosie van 30 april 2004 in het Henegouwse Gellingen (Ghislenghien) en het proces tegen Marc Dutroux in Aarlen (Arlon). Dit is geen bewuste keuze in de taalstrijd voor het Nederlands, maar een onbewust gevolg van de informatie die via de Vlaamse media is verstrekt en in Nederland gemakkelijker wordt overgenomen dan informatie uit Franstalige bronnen. Door deze ontwikkeling is het verschil in gebruik van Nederlandstalige plaatsnamen voor plaatsen in Wallonië ten opzichte van het gebruik ervan in de Vlaamse media minder prominent geworden en lijkt zich een zekere convergentie hierin voor te doen. Mede als gevolg van deze ontwikkeling heeft de Nederlandse Taalunie in juni 2019 besloten om het voorheen gemaakte onderscheid tussen het gebruikelijk zijn in Vlaanderen en Nederland van de Nederlandse namen voor plaatsen in Wallonië te laten vallen.

#### Voorbeelden van Nederlandse plaatsnamen in Wallonië
Hieronder volgen enkele voorbeelden van de vele Nederlandse namen voor plaatsen ten zuiden van de taalgrens. Voor de volledige lijst wordt verwezen naar de lijst van de Taalunie.
| Nederlandse naam | Franse naam    |
| ---------------- | -------------- |
| Doornik          | Tournai        |
| Henegouwen       | Hainaut        |
| Bergen           | Mons           |
| Limburg          | Limbourg       |
| Luik             | Liège          |
| Namen            | Namur          |
| Nijvel           | Nivelles       |
| Geldenaken       | Jodoigne       |
| Terhulpen        | La Hulpe       |
| Waals-Brabant    | Brabant-Wallon |

#### Faciliteitsgemeenten
Plaatsen in Wallonië met faciliteiten voor het Nederlands hebben een naam in de beide talen, overigens ook voor straten, wijken en openbare gebouwen. Dat rechtvaardigt dan zeker het gebruik van de Nederlandse namen. 
| Nederlandse naam | Franse naam   |
| ---------------- | ------------- |
| Komen            | Comines       |
| Waasten          | Warneton      |
| Dottenijs        | Dottignies    |
| Moeskroen        | Mouscron      |
| Herzeeuw         | Herseaux      |
| Vloesberg        | Flobecq       |
| Edingen          | Enghien       |
| Mark             | Marcq         |
| Lettelingen      | Petit-Enghien |

#### Opmerkelijke Nederlandse plaatsnamen in Wallonië
- Oude Nederlandse plaatsnamen die hier en daar langs de taalgrens in Wallonië te vinden zijn, hebben hun oude spelling behouden.

| Huidige naam  | Alternatief   |
| ------------- | ------------- |
| Neerheylissem | Neerheilissem |
| Nethen        | Neten         |
| Waterloo      | Waterlo       |
| Opheylissem   | Opheilissem   |
NB Bij de gemeentefusie per 01-01-1977 is er, onder meer als gevolg van de taalstrijd, voor gekozen om de nieuwe fusiegemeente de Franse naamvariant te geven van Hélécine (Heylissem) terwijl de nieuwe deelgemeenten Neerheylissem en Opheylissem, ook in het Frans, hun oude Nederlandse namen behielden. In het particuliere geval van Opheylissem heeft dit tot ongewild gevolg dat Franstaligen de 'ph' meestal als 'f' uitspreken ( zoals in Ophélie).
- Soms zijn dit van oorsprong Nederlandse namen die een nogal Frans klinkende vorm gekregen hebben:

| Nederlandse naam | Franse naam |
| ---------------- | ----------- |
| Klabbeek         | Clabecq     |
| Elzele           | Ellezelles  |
| Oostkerk         | Oisquercq   |
| Steenkerke       | Steenkerque |
- Een merkwaardig tegenstrijdige combinatie vormen:

| Nederlandse naam                 | Franse naam                      |
| -------------------------------- | -------------------------------- |
| Zullik                           | Bassilly (letterlijk Neerzullik) |
| Opzullik (letterlijk Haut-Silly) | Silly                            |
NB Opmerkelijk is hoe men in het Nederlands 'van onder naar boven' redeneert, van Zullik naar Opzullik, terwijl men in het Frans 'van boven naar beneden' redeneert, van Silly naar Bassilly (of "Laag" Silly).

### Brussel
In het tweetalige Brussels Hoofdstedelijk Gewest doet zich de meest eigenaardige situatie voor. Voor de officiële Nederlandse naam wordt een recentere spelling gebruikt, terwijl de Franstaligen de oude Nederlandse schrijfwijze als 'Franse' naam blijven gebruiken. Namen van gemeenten, straten en metrostations zijn dan op een merkwaardige manier tweetalig. Het gaat hier dus niet intrinsiek om taal, maar om onderscheid ten opzichte van het moderne Nederlands en de erkenning van dat Nederlands als officiële taal.
| Nederlandse naam | Franse naam      |
| ---------------- | ---------------- |
| Beizegem         | Beiseghem        |
| Berkendaal       | Berkendael       |
| Bodegem          | Bodeghem         |
| Boondaal         | Boendael         |
| Dielegem         | Dieleghem        |
| Kantersteen      | Cantersteen      |
| Kraatveld        | Craetveld        |
| Heizel           | Heysel           |
| Harenheide       | Harenheyde       |
| Hof ter Mussen   | Hof ter Musschen |
| Kalevoet         | Calevoet         |
| Laken            | Laeken           |
| Mijlenmeers      | Meylemeersch     |
| Maalbeek         | Maelbeek         |
| Oudergem         | Auderghem        |
| Ossegem          | Osseghem         |
| Poelbos          | Poelbosch        |
| Schaarbeek       | Schaerbeek       |
| Stokkel          | Stockel          |
| Ten Bos          | Ten Bosch        |
| Veeweide         | Veeweyde         |
| Waaienberg       | Wayenberg        |
| Watermaal        | Watermael        |

Sommige stations of bushaltes in Brussel zijn in de oude spelling aangegeven omdat ze naar een persoon vernoemd zijn:
- Bockstael
- Dansaert

Een bijzonder geval is metrostation Kraainem dat ook de naam Crainhem draagt terwijl voor de faciliteitengemeente Kraainem officieel nog uitsluitend de hedendaagse Nederlandse spellingsvorm wordt gehanteerd. Dit is wettelijk mogelijk door het feit dat het metrostation nog net op het grondgebied van de Brusselse gemeente Sint-Lambrechts-Woluwe ligt. De toekenning van de dubbele benaming Kraainem/Crainhem voor het betreffende metrostation werd destijds door veel Nederlandstaligen als een taalpolitieke beslissing ervaren.   
Sommige verwijzen dan weer naar oudere toponiemen die om een of andere reden de oude spelling bewaren:
- Stuyvenbergh (vernoemd naar een kasteel)
- Roodebeek (vernoemd naar een straatnaam die op zijn beurt naar een beek verwijst)
- Hoogbosch (vernoemd naar een straatnaam)

Soms is de Franse schrijfwijze een verfranste vorm die meer voldoet aan de Franse uitspraak.
| Nederlandse naam | Franse naam               |
| ---------------- | ------------------------- |
| Bosvoorde        | Boitsfort                 |
| Brussel          | Bruxelles                 |
| Ukkel            | Uccle                     |
| Vorst            | Forest                    |
| Woluwe           | (vaak) Woluwé, ook Woluwe |

## Frankrijk

### Frans-Vlaanderen
In Frankrijk hebben Vlaamse plaatsnamen vaak een oude Nederlandse schrijfwijze, soms is deze min of meer verfranst:
| Nederlandse naam           | Franse naam |
| -------------------------- | ----------- |
| Duinkerke                  | Dunkerque   |
| Hazebroek                  | Hazebrouck  |
| Bergen (Sint-Winoksbergen) | Bergues     |

De Nederlandse Taalunie publiceerde een lijst met ruim 130 plaatsen in Frans-Vlaanderen met een Nederlandse naam, die in Frankrijk nog in een oudere spelling geschreven worden of die een Franse aanpassing kregen. Deze lijst richt zich vooral op de Franse Westhoek, het gebied waar van oudsher Vlaamse dialecten worden gesproken, en het grensgebied met Vlaanderen. Er zijn echter nog veel meer Nederlandse namen voor plaatsen, kanalen, heuvels, enz. die niet op deze lijst zijn vermeld, zoals:
| Nederlandse naam | Franse naam |
| ---------------- | ----------- |
| Koudeschure      | Caudescure  |
| Noordkerke       | Nortkerque  |
| Zuidkerke        | Zutkerque   |

Voor een omgekeerde lijst van vertalingen van het Frans naar het Nederlands, zie Lijst van Franse plaatsnamen in de Franse Nederlanden.
In familienamen komt de oude Vlaamse versie soms nog wel voor zoals in de naam van Belle, een plaats die officieel Bailleul is gaan heten. Dat de Fransen de betekenis niet meer kennen en dus hun uitspraak modelleren naar de schrijfwijze, bewijst de manier waarop zij de plaatsnamen uitspreken: Hondschoote wordt "onsjot" of "onskot", Zuydcoote "zwietkot", Hazebrouck "azbroe". In sommige Nederlandse kringen wordt deze Franse uitspraak ook gebezigd omdat men bewust niet de (historische) taalgrens maar de staatsgrens als maatgevend wil achten. Zoals veel in dit hoofdstuk is dat inconsequent want deze discipline wordt niet beoefend bij namen als Parijs en Straatsburg.
Bij sommige plaatsnamen ligt een Franse uitspraak voor de hand als de Nederlandse herkomst in de geschreven vorm niet meer meteen te herkennen is. Enkele uit vele voorbeelden zijn:
| Nederlandse naam | Franse naam |
| ---------------- | ----------- |
| Sint-Omaars      | Saint-Omer  |
| Grevelingen      | Gravelines  |
| Halewijn         | Halluin     |
| Nieuwerleet      | Nieurlet    |
| Zandgat          | Sangatte    |
| Vleteren         | Flêtre      |
| Witzand          | Wissant     |
| Stapel           | Étaples     |
| Heusden          | Hesdin      |

De Nederlandse benaming Kwinte voor de rivier de  Canche is dan weer een etymologische recontructie uit de twintigste eeuw die om taalpolitieke redenen bedacht werd door Jean-Marie Gantois.  Ze is  niet gebaseerd op een historisch bestaande, Vlaamse vorm en  moet als geromantiseerd beschouwd worden.
Enkele Noord-Franse steden hebben naast de Franse naam ook een bekende Nederlandse naam, maar dat is geen oorspronkelijke naam maar een doublet dat vrijwel alleen in een historische context (bijvoorbeeld de Unie van Atrecht) gebruikt wordt:
| Nederlandse naam | Franse naam  |
| ---------------- | ------------ |
| Atrecht          | Arras        |
| Kamerijk         | Cambrai      |
| Terwaan          | Thérouanne   |
| Valencijn        | Valenciennes |

### Oost-Frankrijk
Dan zijn er in Oost-Frankrijk (Elzas-Lotharingen (nl), Elsass-Lothringen (de), Alsace-Lorraine (fr)) nog veel Germaanse plaatsnamen, die in een Duitse vorm voortleven, of recent ook in een (officiële) Luxemburgse. Ook in het Frans zijn deze Duitse namen overgenomen en alleen de belangrijkere plaatsen hebben een Franse vorm gekregen, bijvoorbeeld Ribéauviller van Rappoltsweiler/-willer. Alleen de hoofdsteden Luxemburg, Metz en Straatsburg hebben een Nederlandse spelling c.q. uitspraak:
| Nederlandse naam                           | Duitse naam | Franse naam   | Andere plaatselijke naam |
| ------------------------------------------ | ----------- | ------------- | ------------------------ |
| Diedenhoven                                | Diedenhofen | Thionville    | Diddenuewen (Lux.)       |
| Hagenau                                    | Hagenau     | Haguenau      |                          |
| Mulhuizen (kunstmatig en niet in gebruik)  | Mülhausen   | Mulhouse      | Milhüse (Elz.)           |
| Saarburg                                   | Saarburg    | Sarrebourg    |                          |
| Saargemond (kunstmatig en niet in gebruik) | Saargemünd  | Sarreguemines |                          |
| Straatsburg                                | Straßburg   | Strasbourg    | Strossburi (Elz.)        |

## Duitsland
In het grensgebied in het westen van Duitsland vinden we vele herkenbare Nederduitse/Nederlandse plaatsnamen, vooral in gebieden waar in het verleden het Nederduits/Nederlands de kerktaal en/of ambtstaal was, zoals in Habsburgs Gelre (Gelder), het hertogdom Kleef, het graafschap Bentheim, Lingen en Oost-Friesland.
Enkele op het eerste oog nog herkenbaar Nederlands/Nederduitse namen:
- Kevelaer
- Straelen
- Saelhuysen
- Tönisvorst
- Twisteden
- Wachtendonk
- Vluyn
- Nieukerk
- Aldekerk
- Bentheim
- Hoogstede
- Eschebrügge
- Weener
- Steenfelde
- Veenhusen
- Groothusen
- Suurhusen

Deze vormen leven voort in familienamen, zowel van degenen wier voorouders emigranten waren in Nederland en Vlaanderen en hun naam hier moesten laten registreren, als van de mensen ter plaatse die hun naamsaangifte deden in de napoleontische tijd toen een Nederlandse standaard er officiële taal was. Ook in Duitsland worden deze 'Nederlandse' namen verder overgedragen.
Voorbeelden uit de grensgebieden met Oost-Friesland, Hannover en Munsterland, zijn: van Leer, van Embden (Emden), van Twist, van Benthem (Bentheim), van Ulzen (Uelsen), van Lingen, van Steenvoorde en van Stempvoort, (Burgsteinfurt), van Heek, van Galen (Gahlen), van Schuppen (Schöppingen), van Duren, Van Dorsten, van Burken (Borken), van Osnabrugge (Osnabrück).
Voorbeelden uit de grensgebieden met het Nederrijnland, in het bijzonder de voormalige hertogdommen Kleef (Kleverland) en Gelre, zijn:
van Gulick (Jülich), van Wezel (Wesel), van Emmerik (Emmerich), van Kleef/Cleeff (Kleve), van Kranenburg, van Kalkeren/Kalkar/Calker, van Gogh (Goch), van Meurs (Moers), van Rees, van Santen (Xanten), van Toor (Thor), van Wetten, van Walbeek (Walbeck), van Kempen, van Hees, van Deelen, van Keeken, van Brienen, van Appeldoorn, van Gelder/Gelderen/Geldern, van Kempen, van Wachtendonk, van Wankum, van Viersen, van Stralen (Straelen), van Suchtelen (Süchteln), van Erkelens (Erkelenz).
Bij namen als van Munster (Münster), van Keulen (Köln), van Aken (Aachen), van Brunswijk (Braunschweig) vond de vernederlandsing van de spelling plaats na vestiging en inschrijving in Nederland of Vlaanderen. Hoogduits gebruikende autoriteiten verduitsten vaak de schrijfwijze van namen en dan werd bijvoorbeeld Boer Bur, Kroese Kruse, Koopman Koopmann. Een naam als Jansen (Janzen, Janszen) lijkt exclusief Nederlands maar is zeer algemeen in het Nederrijnse gebied.
Familienamen verwijzend naar Duitse plaatsnamen en behorend aan Joodse families komen en kwamen voor in een versie voorafgegaan door 'van', eindigend op de uitgang '-er' en ook alleen in de plaatsnaamvorm. Wertheim, Emrik, Dresden, Krakau, Cracau, Lemberg, Presburg, Oppenheim, Barnouw (in Pommeren), Konijn (= Conin in Polen), Libau (= Liepaja in Koerland, nu Letland), Lissa (= Leszno in Polen), Mesritz en Meseritz (Międzyrzecz in Polen), Wyborgh en Wyburg (in Finland, nu in Rusland Viborg), Wallach, Walch, Bloch en Blog (= Wallachijer/Roemenië), Riga, Belgrado, Calisch (= Kalisz in Polen), Speyer (= Spiers), Wormser (= Worms), Straatsburger, Hildesheim, Prager, Bosnak (= Bosniër), Simmeren, Pohl, Polack en Polak (= Pool), Binger (= Bingen), Hamburger, Frankfurter, Eltzbacher, Bremer, Altorfer, Augsburger, Dessauer, Oppenheier, Berliner, Bregentzer, Dannenfelser, Darmstädter, Kirberger, Mausvelder, Wiener (= Wenen), Presburger (= Bratislava); van Emden/Embden (veel Portugese Joden kwamen na 1583 over Emden naar A'dam), van Altona, van Norden, van Leer, Van Cleef(f), van Emmerik, van Gelder, van Goch, van Crevelt, van Minden, van Coevorden, van Maagdenburg, van Koningsbergen (nu Kaliningrad), van Praag, van Bohemen, van Dantzig, van Gran (=Esztergom in Hongarije).
Veel Nederduitse namen werden in het noorden van Duitsland door Hoogduits sprekende en schrijvende overheden in de 18e en 19e eeuw vertaald, zo men wil aan germanisering onderworpen: -hus(en) met -haus(en), -wold met -wald, -beck met -bach, -holt met -holz, -dorp met -dorf, en -kerk met -kirch, wick (wiek) met -weich, -hemrik met -hammrich. In marginale streken en bij onbetekenende kleine plaatsen bleef de traditionele vorm ook weleens gehandhaafd. In Kleverland bijvoorbeeld: Huisberden, Gesthuysen, Mehrhoog en Halvenboom; in het graafschap Bentheim: Hoogstede, Agterhorn, Scheerhoorn, Heesterkante, Krakenhoek, Overeschhoek, Bovenhoek, Buitenborg, Binnenborg, Sieringhoek, Hagelshoek, allemaal buurtschappen die aan de aandacht van de overheidsbureaucratie ontgingen. Deze plaatsnamen worden tegenwoordig met een Hoogduitse intonatie uitgesproken. Zo wordt Lübeck in het Nederduits als Lübeek uitgesproken maar onder invloed van de schrijfwijze zegt men in het Hoogduits nu vaker Lübek. 
Sommige plaatsen hebben naast de huidige officiële Duitse naam een oude Nederlandse/Nederduitse naam of schrijfwijze, die soms nauwer aansluit bij de regionale dialectuitspraak maar in Nederlandse teksten alleen in geschreven vorm in een historische context gebruikt wordt:
| Nederlandse naam | Duitse naam                                                          |
| --- | -------------------------------------------------------------------- |
| Boekholt (vooral ook in familienamen waarbij dan niet onmiddellijk duidelijk kan zijn of het deze of en andere plaats betreft) | Bocholt                                                              |
| Emmelkamp | Emlichheim                                                           |
| Schuttorp | Schüttorf                                                            |
| Nijenhuis | Neuenhaus                                                            |
| Noordhorn | Nordhorn                                                             |
| Gulik | Jülich                                                               |
| Gelderen, Gelder | Geldern                                                              |
| Dusseldorp | Düsseldorf                                                           |
| Brunswijk | Braunschweig                                                         |
| Dantzig, ouder dan Dantzick, Danswick, Danswijk                                                                                | Danzig, na 1945 Pools: Gdansk                                        |
| Koningsbergen | Königsberg, na 1945 Russisch: Kaliningrad                            |
| 's-Hertogenrade | Herzogenrath (deze vorm staat dichter bij de plaatselijke uitspraak) |

In de naam Siebengewald zien we een door Hoogduits gebruikende ambtenaren vertaalde naam, die bleef voortbestaan nadat dit gebied in 1815 bij Nederland was gevoegd.
Een geval apart is de oude Nederlandse naam Nimwegen, die in het moderne Nederlands is vervangen door Nijmegen, maar in het Duits bleef bestaan, zonder daarmee in strikte zin 'Duits' te zijn omdat deze naam in het regionale dialect ook gebruikelijk bleef. De namen Neuschanz voor Nieuweschans, Arnheim voor Arnhem en Herzogenbusch voor 's-Hertogenbosch zijn daarentegen wel Duitse vertalingen.
In een aantal gevallen is de Nederlandse naam voor plaatsnamen in Duitsland nog steeds gebruikelijk in het Nederlands:
| Nederlandse naam                                                             | Duitse naam                                                          |
| ---------------------------------------------------------------------------- | -------------------------------------------------------------------- |
| Berlijn                                                                      | Berlin                                                               |
| Wenen                                                                        | Wien                                                                 |
| Sleeswijk                                                                    | Schleswig                                                            |
| Aken                                                                         | Aachen (deze vorm geeft van ouds ook de plaatselijke uitspraak weer) |
| Emmerik                                                                      | Emmerich                                                             |
| Kleef                                                                        | Kleve                                                                |
| Keulen                                                                       | Köln                                                                 |
| Dusseldorp (nog zelden voortkomend, wel als familienaam)                     | Düsseldorf                                                           |
| Osnabrugge (alleen in historische literatuur en als familienaam voortkomend) | Osnabrück                                                            |

In het eerste geval – Aken – is de Nederlandse naam algemeen gebruikelijk, in het geval van Emmerik en Kleef neigt men er in het Nederlands steeds meer toe de officiële Hoogduitse naam de voorkeur te geven.
Een twijfelgeval vormt het grensdorpje Tudderen (Tüddern) in Zelfkant (Selfkant), een gebied ten oosten van Sittard dat tussen 1949 en 1963 bij Nederland hoorde als het "Drostambt Tudderen". De Nederlandse naam Tudderen wordt nog steeds veel gebruikt, hoewel de Taalunie deze vorm niet vermeldt. Voor de plaatselijke uitspraak maakt dit overigens weinig verschil.